# Heterostylites longicornis
Heterostylites longicornis är en kräftdjursart som först beskrevs av Giesbrecht 1889.  Heterostylites longicornis ingår i släktet Heterostylites och familjen Heterorhabdidae. Inga underarter finns listade i Catalogue of Life.